# Mordellistena mertoni
Mordellistena mertoni es una especie de coleóptero de la familia Mordellidae.

## Distribución geográfica
Habita en las islas Aru.